# Turn-Weltmeisterschaften 2011
Die 43. Turn-Weltmeisterschaften im Gerätturnen fanden vom 7. bis 16. Oktober 2011 in der japanischen Stadt Tokio statt. Für die Frauen, die seit 1934 teilnehmen dürfen, waren es die 33. Titelkämpfe. Die Wettkämpfe wurden im Tōkyō Taiikukan ausgetragen. Diese Weltmeisterschaften stellten die ersten direkten Qualifikationen für die Olympischen Sommerspiele 2012 in London dar.
Trotz der angespannten Lage aufgrund des Tōhoku-Erdbebens und der daraus folgenden Nuklearkatastrophe von Fukushima hat das Exekutivkomitee des Turnweltverband FIG in Rücksprache mit der Weltgesundheitsorganisation WHO entschieden, die Weltmeisterschaften in Tokio durchzuführen. Zuvor wurde von mehreren nationalen Verbänden Bedenken gegen die Ausrichtung geäußert.

## Teilnehmer
| - Ägypten - Albanien - Argentinien - Armenien - Aserbaidschan - Australien - Bangladesch - Belgien - Brasilien - Bulgarien - Chile - Volksrepublik China - Costa Rica - Dänemark - Deutschland - Dominikanische Republik - El Salvador - Finnland - Frankreich - Georgien - Griechenland - Guatemala - Hongkong - Indien - Indonesien - Irland - Island | - Israel - Italien - Jamaika - Japan - Kanada - Kasachstan - Katar - Kolumbien - Kroatien - Kuwait - Lettland - Litauen - Luxemburg - Malaysia - Mexiko - Monaco - Mongolei - Namibia - Neuseeland - Niederlande - Norwegen - Österreich - Peru - Philippinen - Polen - Portugal - Puerto Rico | - Rumänien - Russland - Saudi-Arabien - Schweden - Schweiz - Serbien - Singapur - Slowakei - Slowenien - Spanien - Südafrika - Südkorea - Chinesisch Taipeh - Thailand - Trinidad und Tobago - Tschechien - Tunesien - Türkei - Ukraine - Ungarn - Usbekistan - Venezuela - Vereinigte Staaten - Vereinigtes Königreich - Vietnam - Belarus - Zypern |

### Deutsche Mannschaft
- Frauen: Oksana Chusovitina, Elisabeth Seitz, Pia Tolle, Lisa Katharina Hill, Kim Bui, Nadine Jarosch, Anja Rheinbay
- Männer: Fabian Hambüchen, Philipp Boy, Eugen Spiridonov, Thomas Taranu, Sebastian Krimmer, Marcel Nguyen, Andreas Toba

### Schweizerische Mannschaft
- Frauen: Emily Berti, Jessica Diacci, Linda Stämpfli, Giulia Steingruber, Nadia Baeriswyl, Sarina Gerber, Yasmin Zimmermann
- Männer: Roman Gisi, Claudio Capelli, Pablo Brägger, Pascal Bucher, Daniel Groves, Nils Haller, Manuel Rickli

### Österreichische Mannschaft
- Frauen: Lisa Ecker, Barbara Gasser, Elisa Hämmerle
- Männer: Fabian Leimlehner, Marco Baldauf, Lukas Kranzlmüller

### Luxemburgische Mannschaft
- Männer: Sascha Palgen

## Ergebnisse

### Mehrkampf Mannschaft
| Rang | Team                   | Athletinnen                                                                                                | Sprung | Stufen- barren | Balken | Boden  | Gesamt  |
| ---- | ---------------------- | --- | ------ | -------------- | ------ | ------ | ------- |
| 1    | Vereinigte Staaten     | Gabrielle Douglas McKayla Maroney Alexandra Raisman Alicia Sacramone Sabrina Vega Jordyn Wieber            | 46.816 | 43.865         | 44.732 | 43.998 | 179.411 |
| 2    | Russland               | Xenija Afanassjewa Julija Belokobylskaja Anna Dementjewa Julija Inschina Wiktorija Komowa Tatjana Nabijewa | 44.499 | 44.698         | 43.066 | 43.066 | 175.329 |
| 3    | Volksrepublik China    | He Kexin Huang Qiushuang Jiang Yuyuan Sui Lu Tan Sixin Yao Jinnan                                          | 43.824 | 43.132         | 44.832 | 41.032 | 172.820 |
| 4    | Rumänien               | Diana Bulimar Diana Chelaru Raluca Haidu Cătălina Ponor Ana Porgras Amelia Racea                           | 44.149 | 40.032         | 45.099 | 43.132 | 172.412 |
| 5    | Vereinigtes Königreich | | 41.665 | 43.565         | 42.607 | 41.833 | 169.670 |
| 6    | Deutschland            | | 44.282 | 42.032         | 40.632 | 41.533 | 168.479 |
| 7    | Japan                  | | 41.866 | 42.066         | 43.499 | 39.691 | 167.122 |
| 8    | Australien             | | 41.499 | 41.541         | 41.399 | 42.300 | 166.739 |

| Rang | Team                | Athleten                                                                                   | Boden  | Pferd  | Ringe  | Sprung | Barren | Reck   | Gesamt  |
| ---- | ------------------- | ------------------------------------------------------------------------------------------ | ------ | ------ | ------ | ------ | ------ | ------ | ------- |
| 1    | Volksrepublik China | Chen Yibing Feng Zhe Teng Haibin Yan Mingyong Zhang Chenglong Zou Kai                      | 45.566 | 43.999 | 44.732 | 48.199 | 45.432 | 47.233 | 275.161 |
| 2    | Japan               | Kenya Kobayashi Makoto Okiguchi Kazuhito Tanaka Yūsuke Tanaka Kōhei Uchimura Kōji Yamamuro | 45.265 | 43.523 | 45.299 | 48.700 | 46.199 | 44.107 | 273.093 |
| 3    | Vereinigte Staaten  | Jacob Dalton Jonathan Horton Steven Legendre Danell Leyva Alexander Naddour John Orozco    | 46.032 | 43.857 | 43.565 | 47.765 | 45.599 | 46.265 | 273.083 |
| 4    | Russland            |                                                                                            | 44.366 | 41.966 | 44.999 | 48.357 | 44.491 | 44.866 | 269.045 |
| 5    | Ukraine             |                                                                                            | 43.857 | 42.565 | 43.966 | 46.882 | 42.266 | 44.566 | 264.102 |
| 6    | Deutschland         |                                                                                            | 44.399 | 40.465 | 43.399 | 46.699 | 43.199 | 45.765 | 263.926 |
| 7    | Südkorea            |                                                                                            | 41.932 | 41.966 | 42.465 | 48.333 | 43.332 | 42.365 | 260.393 |
| 8    | Rumänien            |                                                                                            | 42.132 | 42.940 | 42.465 | 31.432 | 43.665 | 42.541 | 245.175 |

### Mehrkampf Einzel
| Rang | Athletin           | Sprung | Stufen- barren | Balken | Boden  | Gesamt |
| ---- | ------------------ | ------ | -------------- | ------ | ------ | ------ |
| 1    | Jordyn Wieber      | 15.716 | 13.600         | 15.266 | 14.800 | 59.382 |
| 2    | Wiktorija Komowa   | 14.933 | 15.400         | 14.683 | 14.333 | 59.349 |
| 3    | Yao Jinnan         | 14.966 | 14.933         | 13.933 | 14.766 | 58.598 |
| 4    | Alexandra Raisman  | 15.233 | 12.900         | 14.525 | 14.900 | 57.558 |
| 5    | Huang Qiushuang    | 14.733 | 14.966         | 13.633 | 14.100 | 57.432 |
| 6    | Ana Porgras        | 14.100 | 14.133         | 15.100 | 13.966 | 57.299 |
| 7    | Xenija Afanassjewa | 14.466 | 14.200         | 13.400 | 14.666 | 56.732 |
| 8    | Lauren Mitchell    | 14.600 | 13.133         | 13.933 | 15.033 | 56.699 |
| …    |                    |        |                |        |        |        |
| 10   | Nadine Jarosch     | 14.300 | 13.733         | 14.000 | 14.000 | 56.033 |
| 11   | Elisabeth Seitz    | 14.758 | 13.933         | 13.366 | 13.766 | 55.823 |
| 16   | Giulia Steingruber | 14.866 | 13.433         | 13.400 | 13.233 | 54.932 |

| Rang | Athlet           | Boden  | Pferd  | Ringe  | Sprung | Barren | Reck   | Gesamt |
| ---- | ---------------- | ------ | ------ | ------ | ------ | ------ | ------ | ------ |
| 1    | Kōhei Uchimura   | 15.566 | 15.400 | 15.166 | 16.233 | 15.566 | 15.700 | 93.631 |
| 2    | Philipp Boy      | 14.866 | 14.466 | 14.500 | 16.066 | 14.566 | 16.066 | 90.530 |
| 3    | Kōji Yamamuro    | 14.566 | 14.666 | 15.125 | 16.066 | 14.966 | 14.866 | 90.255 |
| 4    | Daniel Purvis    | 15.033 | 14.566 | 14.333 | 16.000 | 15.200 | 14.800 | 89.932 |
| 5    | John Orozco      | 14.400 | 14.366 | 14.300 | 15.866 | 15.366 | 15.366 | 89.664 |
| 6    | Dawid Beljawski  | 14.733 | 14.733 | 14.375 | 16.233 | 14.600 | 14.600 | 89.274 |
| 7    | Mykola Kuksenkow | 14.366 | 15.000 | 14.500 | 16.033 | 14.033 | 15.200 | 89.132 |
| 8    | Marcel Nguyen    | 15.233 | 13.866 | 14.933 | 15.133 | 15.200 | 14.466 | 88.831 |
| …    |                  |        |        |        |        |        |        |        |
| 20   | Pascal Bucher    | 13.800 | 13.066 | 13.566 | 15.333 | 14.933 | 14.333 | 85.031 |

### Gerätefinals Frauen
| Rang | Athlet                      | Punkte |
| ---- | --------------------------- | ------ |
| 1    | McKayla Maroney             | 15.333 |
| 2    | Oksana Chusovitina          | 14.733 |
| 3    | Phan Thị Hà Thanh           | 14.666 |
| 4    | Jade Fernandes Barbosa      | 14.566 |
| 5    | Giulia Steingruber          | 14.450 |
| 6    | Tatjana Nabijewa            | 14.349 |
| 7    | Alexa Citlali Moreno Medina | 14.216 |
| 8    | Yamilet Peña Abreu          | 06.950 |

| Rang | Athlet            | Punkte |
| ---- | ----------------- | ------ |
| 1    | Wiktorija Komowa  | 15.500 |
| 2    | Tatjana Nabijewa  | 15.000 |
| 3    | Huang Qiushuang   | 14.833 |
| 4    | Jordyn Wieber     | 14.500 |
| 5    | Gabrielle Douglas | 14.200 |
| 5    | Asuka Teramoto    | 14.200 |
| 7    | Koko Tsurumi      | 14.066 |
| 8    | Youna Dufournet   | 12.641 |

| Rang | Athlet             | Punkte |
| ---- | ------------------ | ------ |
| 1    | Sui Lu             | 15.866 |
| 2    | Yao Jinnan         | 15.233 |
| 3    | Jordyn Wieber      | 15.133 |
| 4    | Alexandra Raisman  | 15.066 |
| 5    | Elena Amelia Racea | 14.533 |
| 6    | Julija Inschina    | 14.525 |
| 7    | Cătălina Ponor     | 14.241 |
| 8    | Wiktorija Komowa   | 13.766 |

| Rang | Athlet              | Punkte |
| ---- | ------------------- | ------ |
| 1    | Xenija Afanassjewa  | 15.133 |
| 2    | Sui Lu              | 15.066 |
| 3    | Alexandra Raisman   | 15.000 |
| 4    | Yao Jinnan          | 14.866 |
| 5    | Lauren Mitchell     | 14.733 |
| 6    | Jordyn Wieber       | 14.700 |
| 7    | Elizabeth Tweddle   | 14.500 |
| 8    | Diana Maria Chelaru | 14.200 |

### Gerätefinals Männer
| Rang | Athlet           | Punkte |
| ---- | ---------------- | ------ |
| 1    | Zou Kai          | 16.441 |
| 2    | Zhang Chenglong  | 16.366 |
| 3    | Kōhei Uchimura   | 16.333 |
| 4    | Fabian Hambüchen | 16.233 |
| 5    | Epke Zonderland  | 14.833 |
| 6    | Yūsuke Tanaka    | 14.700 |
| 7    | Philipp Boy      | 14.300 |
| 8    | John Orozco      | 14.133 |

| Rang | Athlet               | Punkte |
| ---- | -------------------- | ------ |
| 1    | Danell Leyva         | 15.633 |
| 2    | Vasileios Tsolakidis | 15.533 |
| 2    | Zhang Chenglong      | 15.533 |
| 4    | Kōhei Uchimura       | 15.500 |
| 5    | Yann Cucherat        | 15.333 |
| 6    | Marius Berbecar      | 15.266 |
| 7    | Feng Zhe             | 15.200 |
| 8    | Kazuhito Tanaka      | 15.166 |

| Rang | Athlet                | Punkte |
| ---- | --------------------- | ------ |
| 1    | Krisztián Berki       | 15.833 |
| 2    | Cyril Tommasone       | 15.266 |
| 3    | Louis Smith           | 15.066 |
| 4    | Vid Hidvégi           | 15.000 |
| 5    | Kōhei Uchimura        | 14.533 |
| 6    | Prashanth Sellathurai | 14.333 |
| 7    | Sašo Bertoncelj       | 14.266 |
| 7    | Teng Haibin           | 14.266 |

| Rang | Athlet                           | Punkte |
| ---- | -------------------------------- | ------ |
| 1    | Kōhei Uchimura                   | 15.633 |
| 2    | Zou Kai                          | 15.500 |
| 3    | Diego Hypólito                   | 15.466 |
| 3    | Alexander Shatilov               | 15.466 |
| 5    | Steven Legendre                  | 15.400 |
| 6    | Flavius Koczi                    | 15.333 |
| 6    | Enrique Tomás González Sepúlveda | 15.333 |
| 8    | Jacob Dalton                     | 15.133 |

| Rang | Athlet                 | Punkte |
| ---- | ---------------------- | ------ |
| 1    | Yang Hak-seon          | 16.566 |
| 2    | Anton Golozuzkow       | 16.366 |
| 3    | Makoto Okiguchi        | 16.291 |
| 4    | Thomas Bouhail         | 16.187 |
| 5    | Denis Abljasin         | 16.174 |
| 6    | Dzmitry Kaspjarowitsch | 16.083 |
| 7    | Shek Wai-Hung          | 15.950 |
| 8    | Jeffrey Wammes         | 15.683 |

| Rang | Athlet          | Punkte |
| ---- | --------------- | ------ |
| 1    | Chen Yibing     | 15.800 |
| 2    | Arthur Zanetti  | 15.600 |
| 3    | Kōji Yamamuro   | 15.500 |
| 4    | Matteo Morandi  | 15.200 |
| 5    | Yuri van Gelder | 14.666 |
| 6    | Kōhei Uchimura  | 14.633 |
| 7    | Jonathan Horton | 14.300 |
| 8    | Régulo Carmona  | 14.266 |

## Medaillenspiegel
| Platz | Land                   | Gold | Silber | Bronze | Gesamt |
| ----- | ---------------------- | ---- | ------ | ------ | ------ |
| 1     | Volksrepublik China    | 4    | 5      | 3      | 12     |
| 2     | Vereinigte Staaten     | 4    | -      | 3      | 7      |
| 3     | Russland               | 2    | 4      | -      | 6      |
| 4     | Japan                  | 2    | 1      | 4      | 7      |
| 5     | Ungarn                 | 1    | -      | -      | 1      |
| 5     | Südkorea               | 1    | -      | -      | 1      |
| 7     | Deutschland            | -    | 2      | -      | 2      |
| 8     | Brasilien              | -    | 1      | 1      | 2      |
| 9     | Frankreich             | -    | 1      | -      | 1      |
| 9     | Griechenland           | -    | 1      | -      | 1      |
| 11    | Vietnam                | -    | -      | 1      | 1      |
| 11    | Vereinigtes Königreich | -    | -      | 1      | 1      |
| 11    | Israel                 | -    | -      | 1      | 1      |

Bei dem Gerätefinale der Männer am Barren wurde zweimal Silber vergeben.

Bei dem Gerätefinale der Männer am Boden wurde zweimal Bronze vergeben.